# Chromin (przystanek kolejowy)
Chromin – przystanek kolejowy Polskich Kolei Państwowych w Jaźwinach, w województwie mazowieckim, w Polsce.
Przystanek położony na uboczu wsi. Przez przystanek przechodzi  linia kolejowa:
- D29-12 Skierniewice – Łuków